# Вересоч (річка)
Вересо́ч — річка в Україні, у Куликівському районі Чернігівської області. Ліва притока Десни (басейн Дніпра).
Бере початок з боліт на південному сході від Орлівки. Долина завширшки 2 км, глибина 10 м. Заплава двостороння, ширина 50 м. Річище слабозвивисте, пересічна ширина 2 м, у пониззі досягає 10-13 м. Похил річки 0,26 м/км.
Живлення мішане — снігове, дощове і ґрунтове. Замерзає наприкінці листопада, скресає на початку березня.
Річище переважно відрегульовано, споруджено 4 шлюзи двобічної дії. У долині річки — осушувально-зрошувальна система. Воду Вересочі використовують також для сільськогосподарських потреб.

## Географія та населені пункти
Річка бере початок між селами Орлівка та Дроздівка на півночі, Переходівка та Стодоли — на півдні. Витоки річки розташовані приблизно рівновідалено від цих 4 сіл, за 2 км від кожного. Далі тече на схід, оминаючи Дроздівку, через село Вересоч і Хибалівку. За 2 км від Хибалівки впадає до Десни.

## Притоки
- Смолянка (права).

### Близниця
Ліва притока Вересочі, починається на північно-західній околиці Дроздівки. Тече переважно на південний схід, через південно-східну околицю села, впадає у Вересоч.